# Klus Eddessen

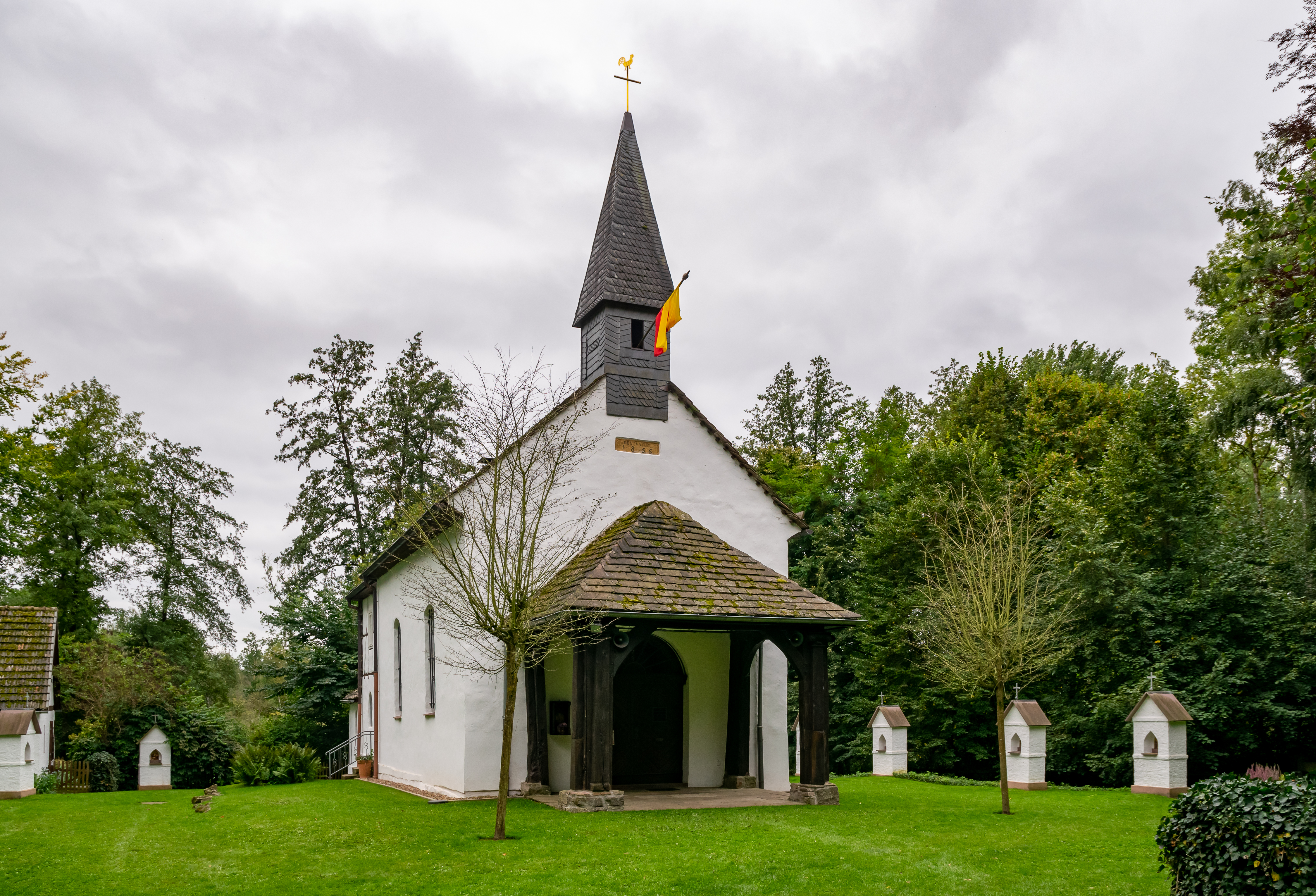
Klus Eddessen

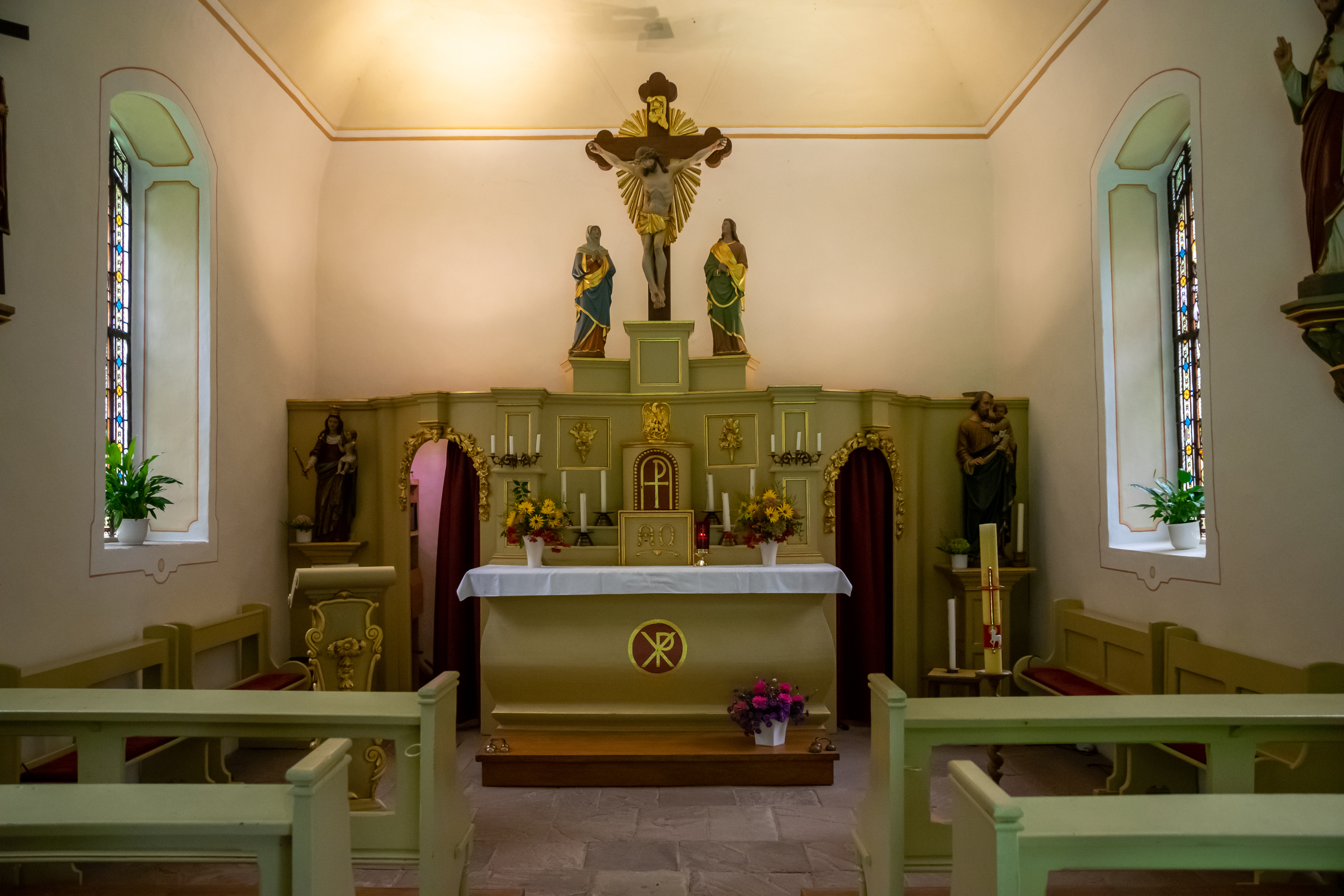
Innenansicht der Kapelle

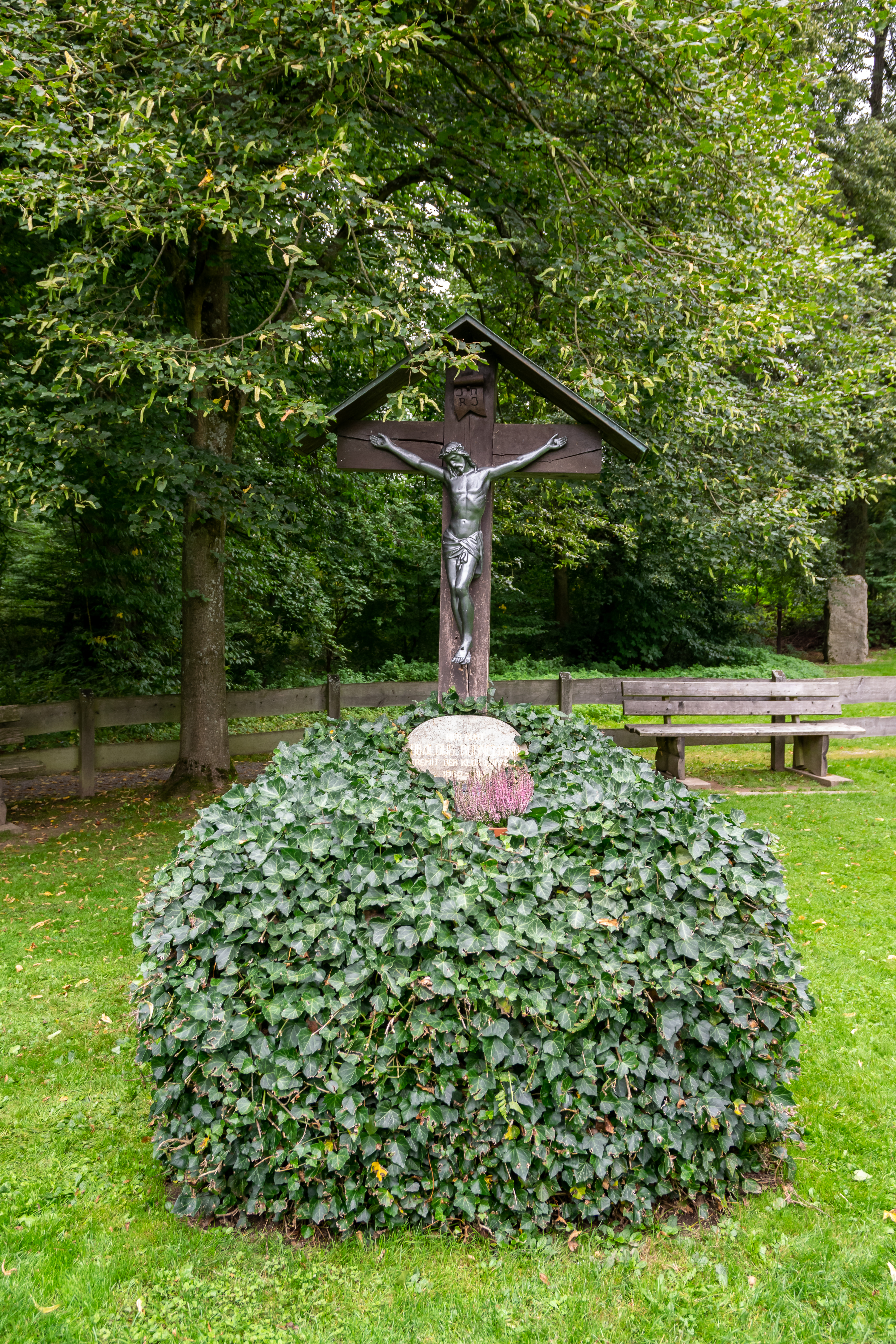
Grab des Ubaldus Bornemann

Die Klus Eddessen ist eine Wallfahrtskapelle mit angeschlossener Eremitenklause, welche im Eichhagen bei Borgholz zwischen Beverungen und Borgentreich im Kreis Höxter liegt. Die Klus bildete das kirchliche Zentrum des Dorfes Eddessen, das im Spätmittelalter zur Wüstung wurde. Zur Klus finden von Borgholz am Sonntag nach dem Fest Kreuzauffindung (3. Mai) und dem Fest Kreuzerhöhung (14. September), von Dalhausen am Pfingstmontag (ursprünglich: Ostermontag) aus Prozessionen und Wallfahrten statt.

## Geschichte
Die ältesten bekannten urkundlichen Erwähnungen des Ortes stammen aus den Corveyer Traditionen (lat.: traditiones Corbeienses) um 1003 bis 1005 und der Vita des Paderborner Bischofs Meinwerk (Besitzübertragungen zwischen 1015 und 1036). Die der Verehrung des Heiligen Kreuzes gewidmete Pfarrkirche von Eddessen war eine der Mutterpfarreien der Umgegend, der eine Anzahl von Pfarreien eingemeindet war. Umfassend dokumentiert ist der Abpfarrungsprozess von Dalhausen im Jahre 1221, wonach sich das Kirchenpatronat im Besitz des in Eddessen ansässigen Ministerialen S. befand.
Eddessen wurde 1447 durch während der Soester Fehde angeworbene hussitische Söldner zerstört, die Pfarrrechte gingen an die Pfarrkirche Borgholz über. In dem verlassenen Eddessen sind bis 1655 Klausner bezeugt. Die im Dreißigjährigen Krieg wieder zerstörte Dorfkirche wurde 1683 durch eine Kapelle ersetzt, nachdem 1679 bei einem Ausbruch der Roten Ruhr in Borgholz die Abhaltung einer jährlichen Prozession gelobt worden war. Die Kapelle wurde 1856 wiederhergestellt und 1860 mit dem Zubau einer Klausur versehen. Von 1859 bis 1915 betreute (der vor der Kapelle bestattete) „Kluspater“, Bruder Ubaldus Bornemann OFM aus dem Franziskanerkloster Paderborn die Klus; ihm folgte als Einsiedler 1916 bis 1926 Bruder Petrus OFM (Richard Windisch), der 1946 hierher zurückkehrte und bis kurz vor seinem Tod 1954 hier blieb. Der „Einsiedlerpfarrer“ Bruder Hermann Aufenanger hingegen lebte nicht auf der „Klus“, sondern in einem eigenen Gebäude entfernt von ihr. In den Jahren 1975 bis 2008 lebten verschiedene Mitglieder der Benediktinerinnenabtei zur Heiligen Maria in Fulda auf der Klus. Bis Ende 2012 lebte hier Sr. Benedikta, ihr folgten 2013 bis 2016 der Kapuzinerpater Joachim OFMCap und 2016 bis 2018 Sr. Mechthild. Seit 2016 ist die Klus Eddessen als „Pastoraler Ort“ innerhalb des Pastoralverbunds Borgentreicher Land anerkannt, 2017 erfolgte eine umfassende Restaurierung der Kapelle.

## Architektur
Die heutige Kluskapelle ist eine mit Giebeldachreiter ausgestattete barocke Saalkirche in den einfachen Formen des Weserbarock errichtete, mit einem eingangsseitig vorgesetztem hölzernen Vorbau mit ionischen Pilastern. Dem im Unterschied zur üblichen Ostung nach Süden ausgerichtete Kapellenbau ist rückwärtig die im Obergeschoss in Fachwerk ausgeführte Klause angegliedert. Gedeckt ist der einfache Baukörper mit Platten aus Wesersandstein.
Der von einer barocken Voutendecke abgeschlossene Kirchenraum ist mit dem Unterbau eines abgebrochenen Barockaltars aus einer der benachbarten Pfarrkirchen ausgestattet. 1897 erfolgten Fensterstiftungen mit Darstellungen des hl. Antonius des Einsiedlers durch den aus Borgholz stammenden, nach Amerika ausgewanderten Ferdinand Anton von St. Bernhard, des hl. Joseph durch den Patron der Kirche, Ferdinand Graf Spiegel-Diesenberg, des hl. Hubertus durch den Paderborner Bischof und späteren Kölner Erzbischof Hubert Theophil Simar sowie des Heiligsten Herzens Jesu.
Den Kirchenbau umgibt ein Kranz von vierzehn Kreuzwegstationen.
Die „Klus Eddessen“ war aufgrund ihrer idyllischen Waldlage häufig Thema auf Gemälden von Karl und Gustav Behre.

## Die Brunnenlegende
Der Überlieferung zufolge waren bei der Plünderung von Dorf und Kirche Eddessen 1447 durch hussitische Söldner Kelch, Monstranz und anderes liturgisches Gerät im (noch bestehenden) Brunnen hinter der Kirche versenkt und das Wasser durch einen Eimer Milch getrübt worden, so dass sie der Wegnahme entgingen und nach Abzug der Truppen geborgen werden konnten. Seither, so heißt es, zeige das durch die Berührung mit den Gefäßen geheiligte Wasser des Brunnens einen silbrigen bis goldenen Glanz.